# Августа Гессен-Гомбургская
Августа Фридерика Гессен-Гомбургская (нем. Auguste Friederike von Hessen-Homburg; 28 ноября 1776, Гомбург — 1 апреля 1871, Людвигслюст) — принцесса Гессен-Гомбургская, в замужестве наследная великая герцогиня Мекленбург-Шверинская.

## Биография
Августа — дочь ландграфа Фридриха V Гессен-Гомбургского и его супруги Каролины Гессен-Дармштадтской, дочери ландграфа Людвига IX. На Августу легла забота за хворавшим отцом, ведь её сестры рано покинули отцовский дом.
3 апреля 1818 года в Гомбурге Августа вышла замуж за наследного принца Мекленбургского Фридриха Людвига, оставшегося уже дважды вдовцом с четырьмя детьми. Августа стала им всем заботливой мачехой, на которую было возложено их воспитание. Супруг Августы умер через полтора года после свадьбы. Брак остался бездетным.
Особые отношения связывали Августу с её падчерицей Еленой. Мать Елены, кузина Августы Каролина Луиза на смертном одре посоветовала мужу взять в жёны Августу после её смерти.